# Osasco Voleibol Clube 2021-2022
Questa voce raccoglie le informazioni riguardanti l'Osasco Voleibol Clube nella stagione 2021-2022.

## Stagione
L'Osasco Voleibol Clube gioca nell'annata 2021-22 col nome sponsorizzato Osasco São Cristóvão Saúde.
Partecipa alla Superliga Série A ottenendo un quarto posto al termine della regular season: si qualifica quindi ai play-off scudetto, ma viene eliminato ai quarti di finale dal Rio de Janeiro.
In Coppa del Brasile raggiunge invece le semifinali, dove si arrende al Minas.
In ambito statale conquista il suo ottavo Campionato Paulista, superando in finale il Barueri.

## Organigramma societario
Area direttiva
- Presidente: Cláudio Sérgio da Silva
- Direttore: Marcelo Palaia
- Gestore: Beto Opice
- Supervisore: Antônio Berardino dos Santos

Area tecnica
- Allenatore: Luizomar de Moura
- Secondo allenatore: Jefferson Arosti, Spencer Lee
- Preparatore atletico: Marcelo Vitorino de Souza

Area sanitaria
- Medico: Tiago Fruges Ferreira
- Fisioterapista: 	Thiago Menezes Lessa Moreira

## Rosa
| N° | Nome                 | Ruolo | Data di nascita  | Nazionalità sportiva |
| -- | -------------------- | ----- | ---------------- | -------------------- |
| 1  | Fabiana Claudino     | C     | 24 gennaio 1985  | Brasile              |
| 2  | Keyla Alves          | L     | 8 gennaio 2000   | Brasile              |
| 3  | Saraelen Lima        | C     | 16 aprile 1994   | Brasile              |
| 4  | Karine Schossler     | O     | 13 aprile 2000   | Brasile              |
| 5  | Rachael Adams        | C     | 3 giugno 1990    | Stati Uniti          |
| 7  | Silvana Papini       | S     | 10 gennaio 1988  | Brasile              |
| 9  | Tifanny de Abreu     | S     | 29 ottobre 1984  | Brasile              |
| 10 | Michelle Pavão       | S     | 31 ottobre 1986  | Brasile              |
| 11 | Joyce da Silva       | O     | 13 giugno 1984   | Brasile              |
| 12 | Carolina Albuquerque | P     | 25 luglio 1977   | Brasile              |
| 13 | Kenya Malachias      | P     | 29 novembre 2000 | Brasile              |
| 14 | Josefa de Souza      | P     | 2 marzo 1983     | Brasile              |
| 15 | Camila Barbosa       | C     | 17 gennaio 1988  | Brasile              |
| 17 | Ceren Kestirengöz    | O     | 19 luglio 1993   | Turchia              |
| 18 | Camila Brait         | L     | 28 ottobre 1988  | Brasile              |
| 20 | Carla Santos         | S     | 17 gennaio 1992  | Brasile              |

## Statistiche

### Statistiche di squadra
| Competizione      | Punti | In casa | In casa | In casa | In trasferta | In trasferta | In trasferta | Totale | Totale | Totale |
| Competizione      | Punti | G       | V       | P       | G            | V            | P            | G      | V      | P      |
| ----------------- | ----- | ------- | ------- | ------- | ------------ | ------------ | ------------ | ------ | ------ | ------ |
| Superliga Série A | 46    | 13      | 10      | 3       | 12           | 7            | 5            | 25     | 17     | 8      |
| Coppa del Brasile | -     | 1       | 1       | 0       | 0            | 0            | 0            | 2      | 1      | 1      |
| Totale            | -     | 14      | 11      | 3       | 12           | 7            | 5            | 27     | 18     | 9      |

### Statistiche dei giocatori
| Giocatrice     | Superliga Série A | Superliga Série A | Superliga Série A | Superliga Série A | Superliga Série A |
| Giocatrice     | P                 | PT                | AV                | MV                | BV                |
| -------------- | ----------------- | ----------------- | ----------------- | ----------------- | ----------------- |
| R. Adams       | 24                | 223               | 158               | 52                | 13                |
| C. Albuquerque | -                 | -                 | -                 | -                 | -                 |
| K. Alves       | 18                | 5                 | 0                 | 0                 | 5                 |
| C. Barbosa     | 6                 | 10                | 8                 | 1                 | 1                 |
| C. Brait       | 24                | 1                 | 1                 | 0                 | 0                 |
| F. Claudino    | 24                | 244               | 165               | 68                | 11                |
| J. da Silva    | 2                 | 0                 | 0                 | 0                 | 0                 |
| T. de Abreu    | 24                | 416               | 379               | 29                | 8                 |
| J. de Souza    | 23                | 32                | 16                | 11                | 6                 |
| C. Kestirengöz | 8                 | 35                | 33                | 2                 | 0                 |
| S. Lima        | 2                 | 3                 | 3                 | 0                 | 0                 |
| K. Malachias   | 21                | 43                | 22                | 15                | 5                 |
| S. Papini      | 9                 | 0                 | 0                 | 0                 | 0                 |
| M. Pavão       | 24                | 236               | 187               | 28                | 21                |
| C. Santos      | 23                | 163               | 122               | 9                 | 32                |
| K. Schossler   | -                 | -                 | -                 | -                 | -                 |

P = presenze; PT = punti totali; AV = attacchi vincenti; MV = muri vincenti; BV = battute vincenti

NB: Non sono disponibili i dati relativi alla Coppa del Brasile e, di conseguenza, quelli totali.